# Fort Beauséjour

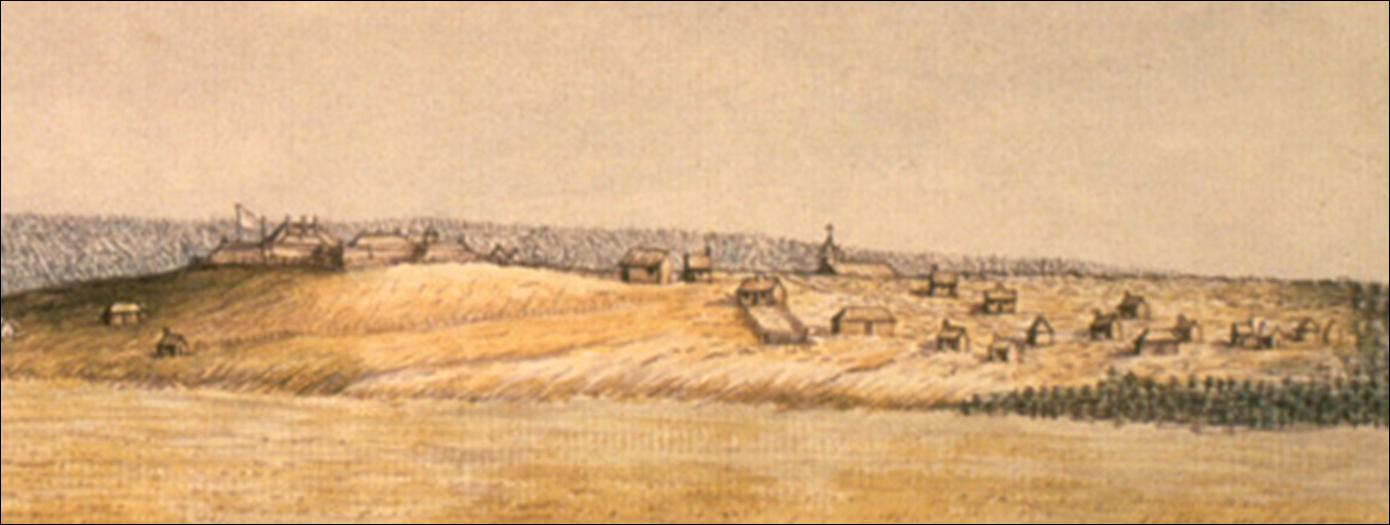
Fort Beauséjour nel 1755.

Fort Beauséjour è un sito storico canadese. Costruito dai francesi attorno alla metà del Settecento, in una zona contesa tra francesi ed inglesi, fu teatro di due battaglie della guerra franco-indiana. Dopo l'omonima battaglia prese il nome di Fort Cumberland.

## Storia
Nell'autunno del 1750 i britannici costruirono Fort Lawrence nella parte meridionale del fiume Mésagouèche. Poco dopo, nel novembre 1750, il governatore della Nuova Francia, Jacques-Pierre de Taffanel de La Jonquière, ordinò al comandante delle forze francesi di Chignectou di costruire una fortezza in quella regione. La costruzione, iniziata nell'aprile 1751 sotto comando di Joseph Gaspard de Léry, non fu mai terminata. Per quattro anni Fort Lawrence e Fort Beauséjour si trovarono di fronte nell'Istmo di Chignectou e rappresentarono il confine, rispettivamente dell'America britannica e dell'America francese.
Il 3 giugno 1755 il forte venne attaccato dai britannici. Dopo due settimane di battaglia, le forze francesi, inferiori di numero, si arresero.

## Galleria d'immagini

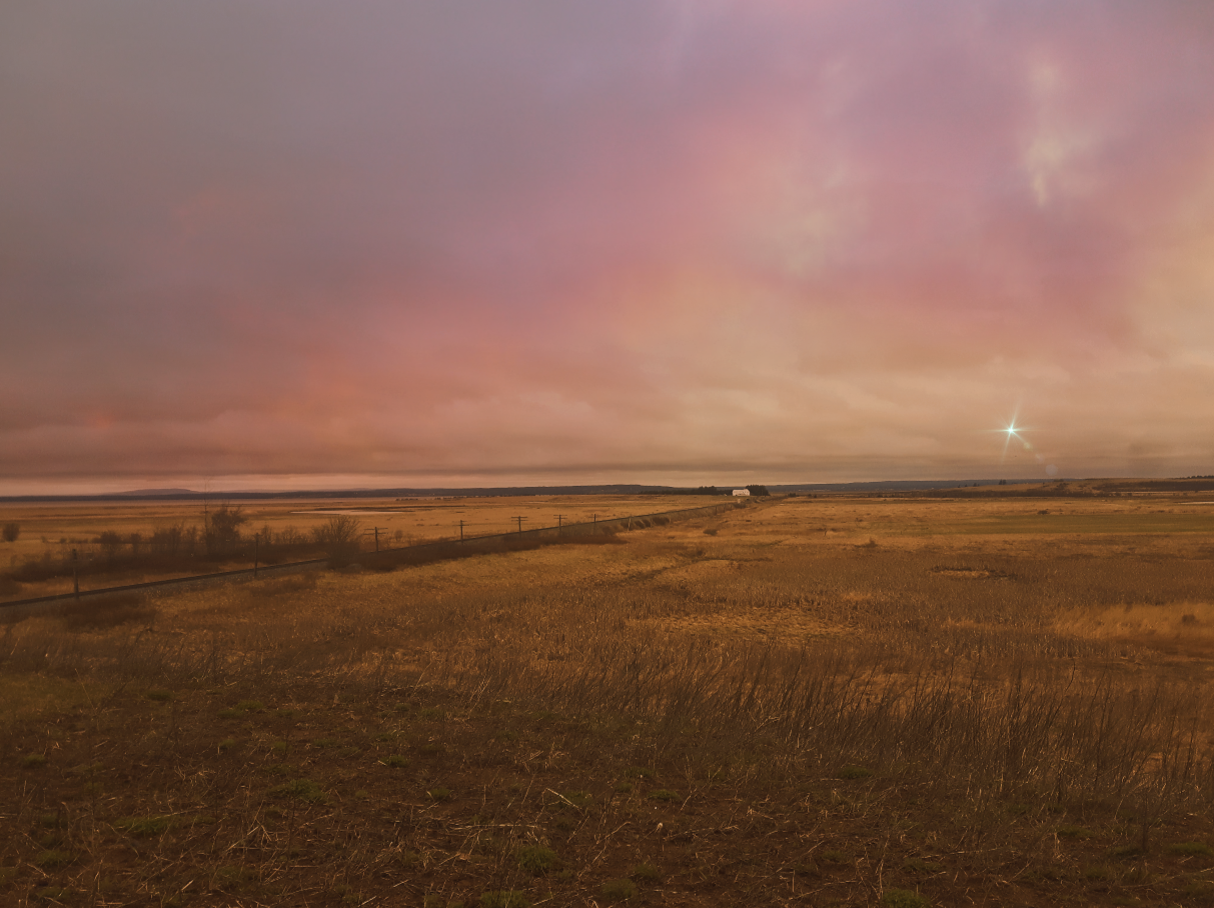
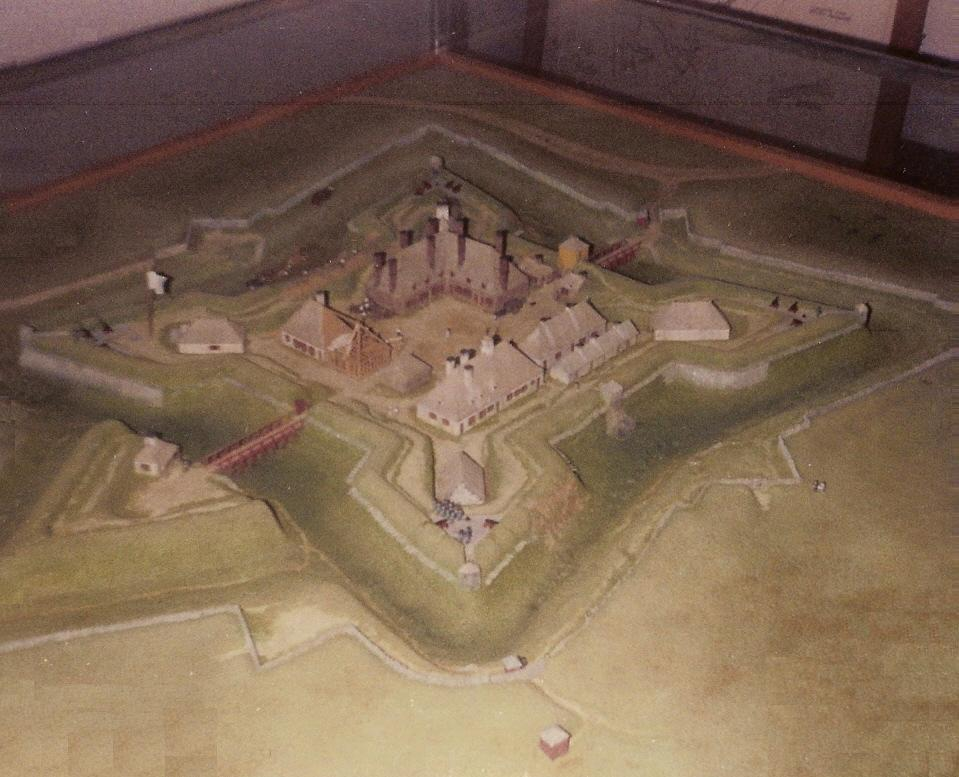
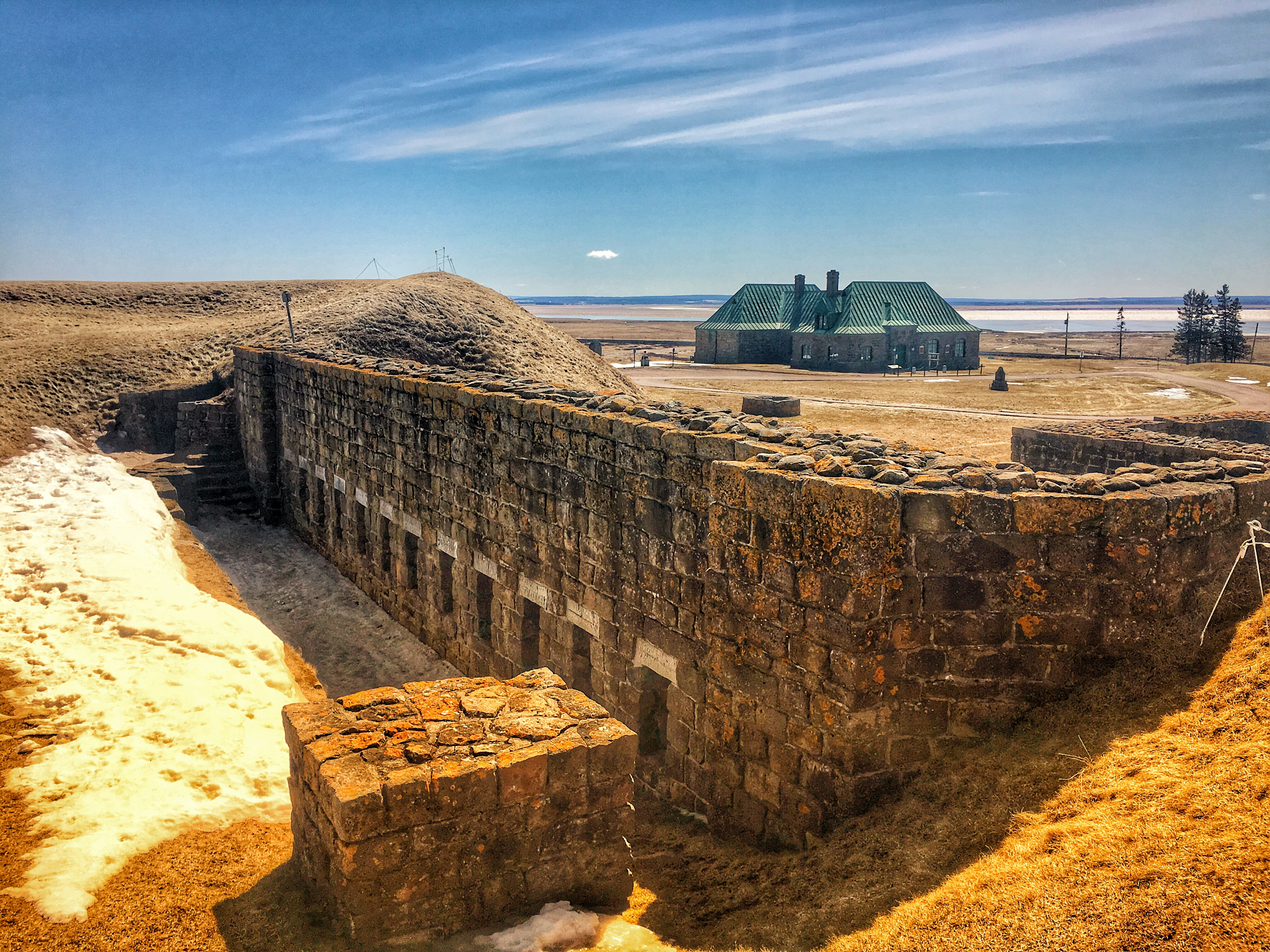
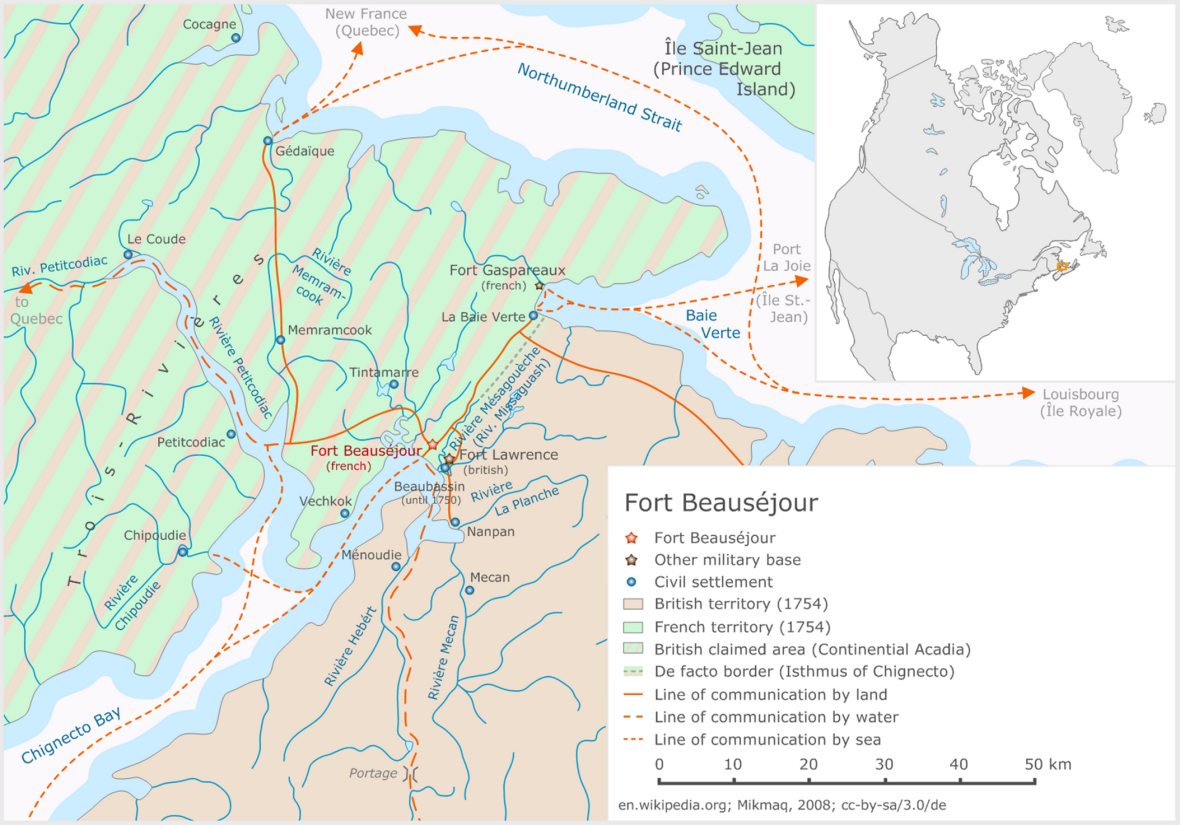
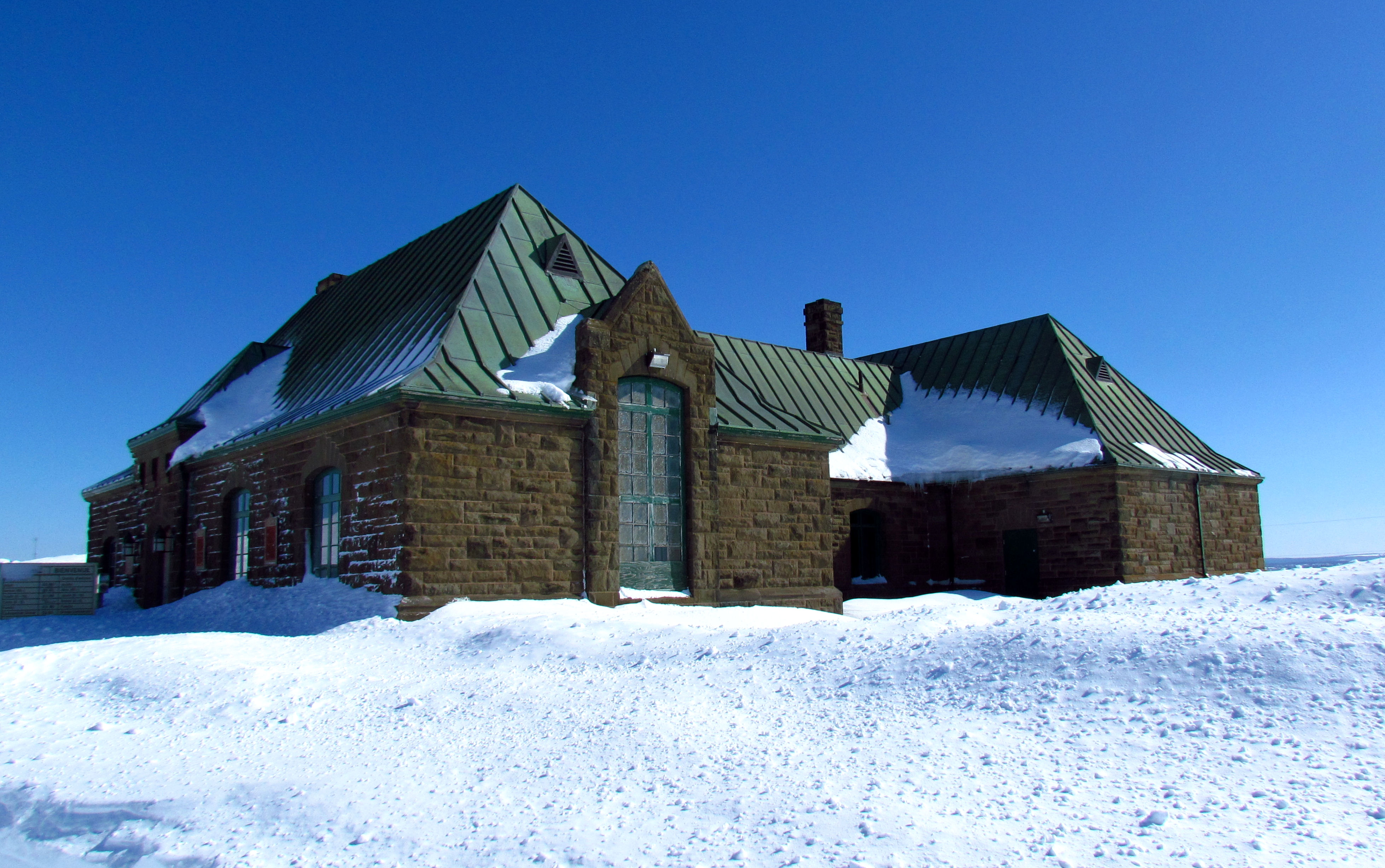
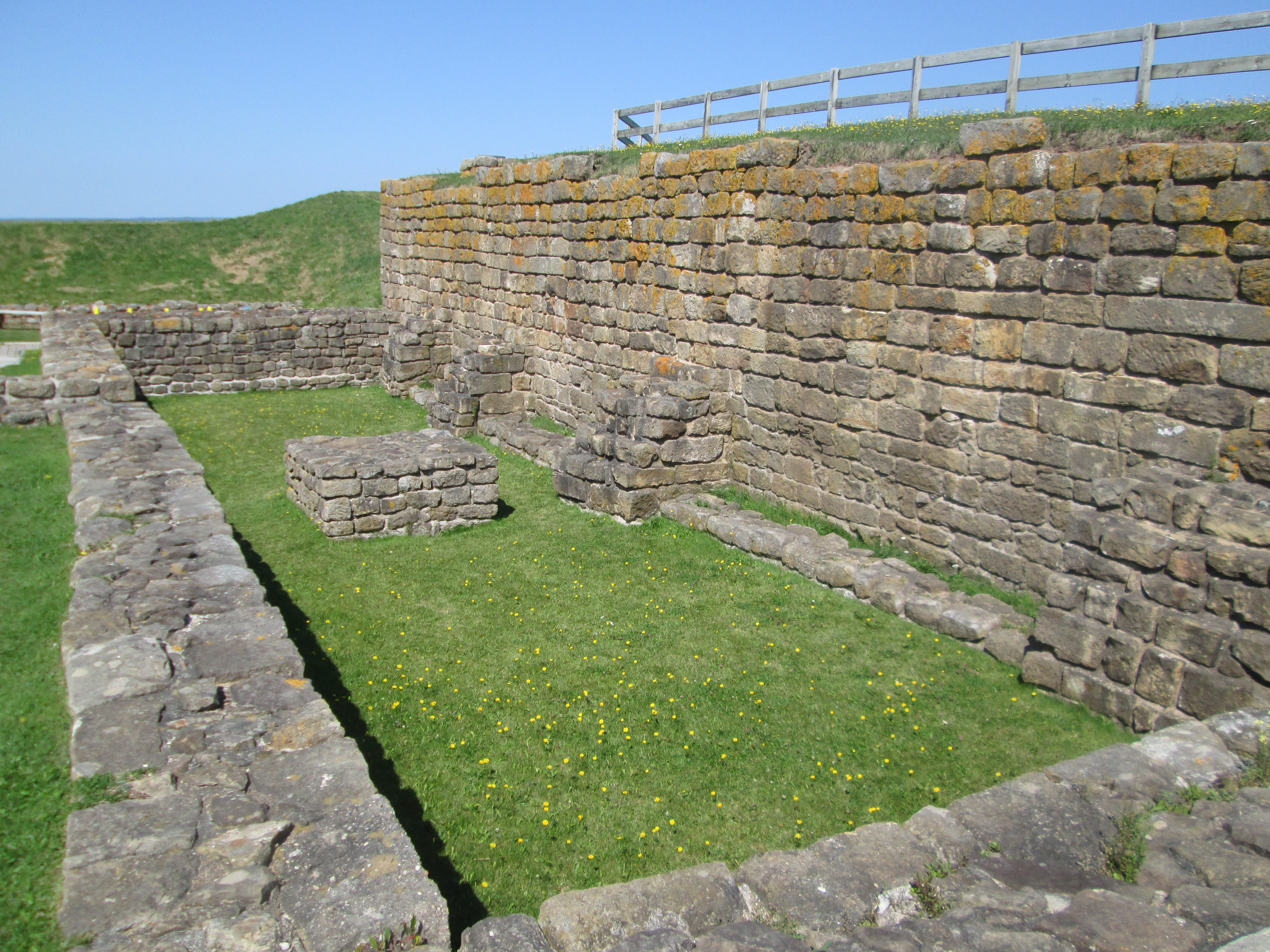
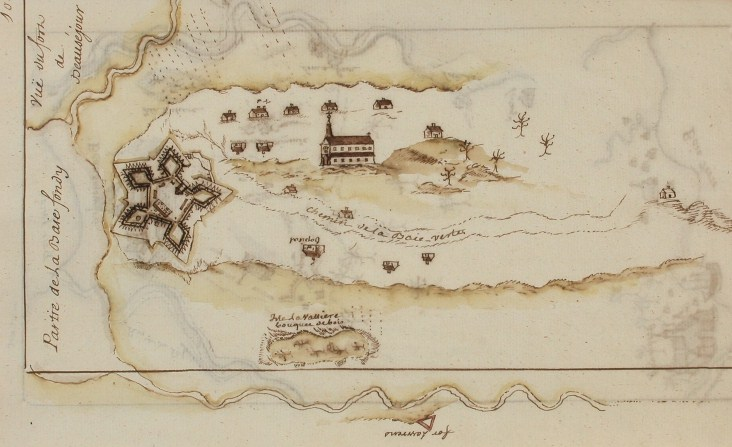
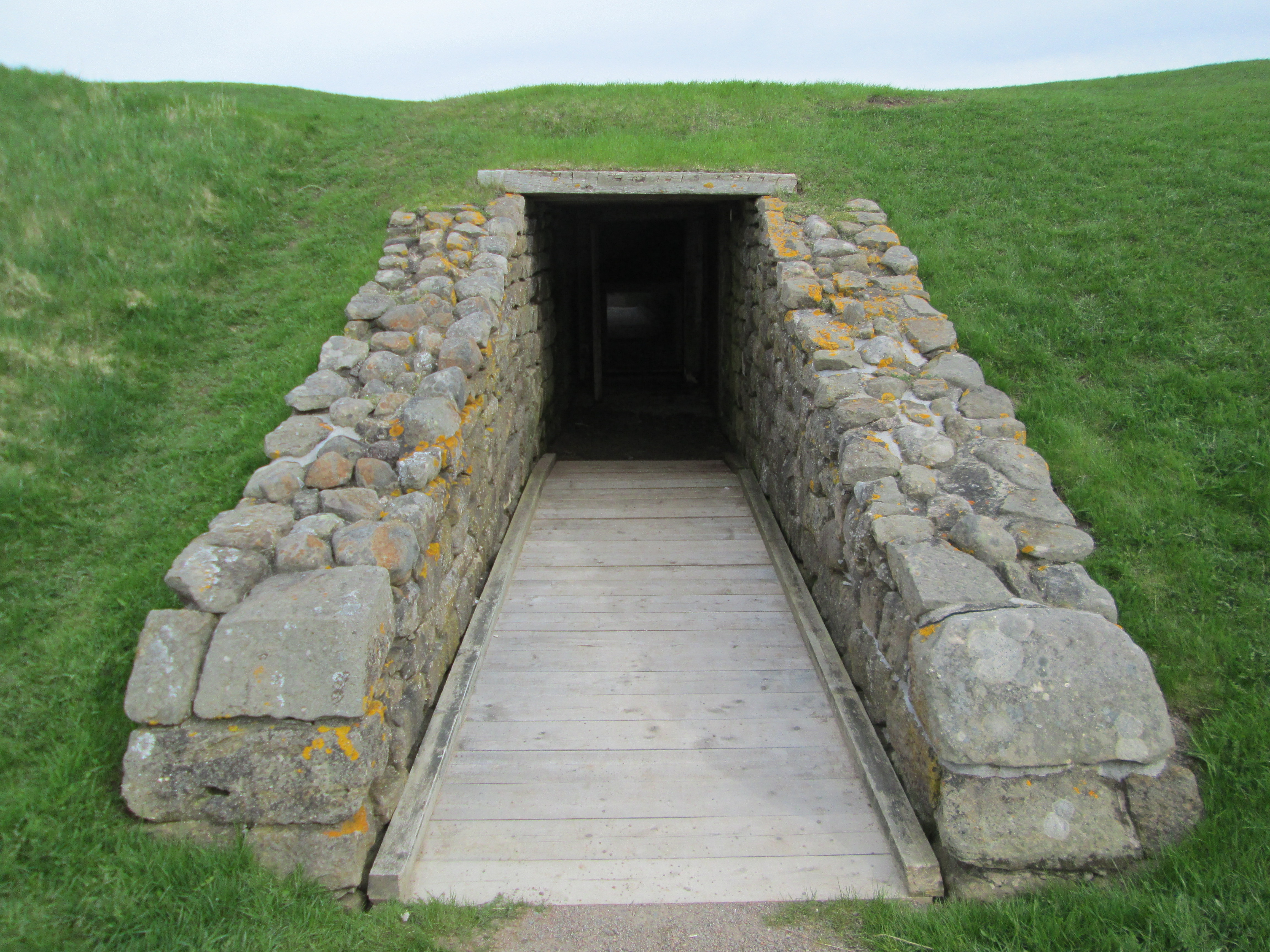
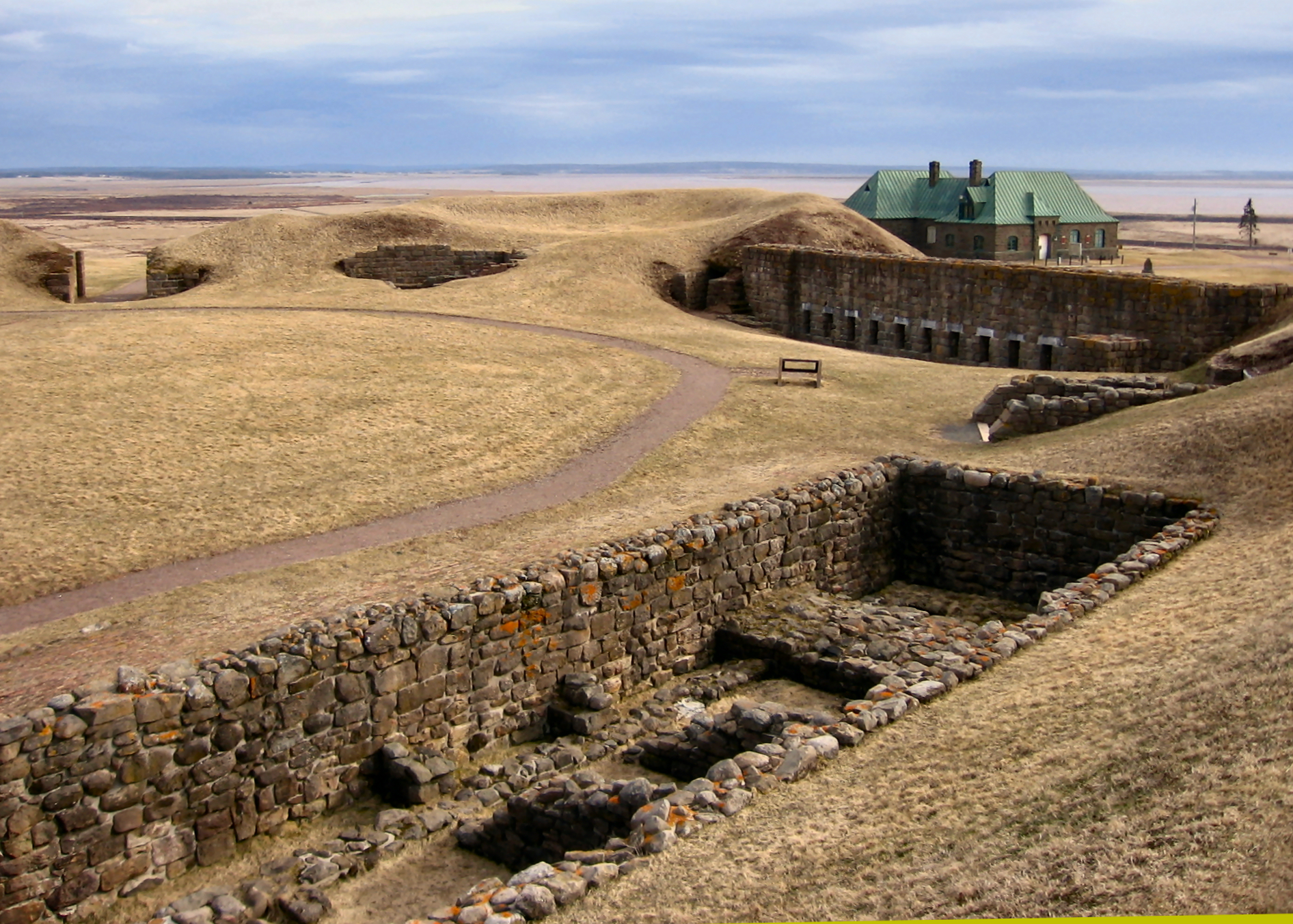
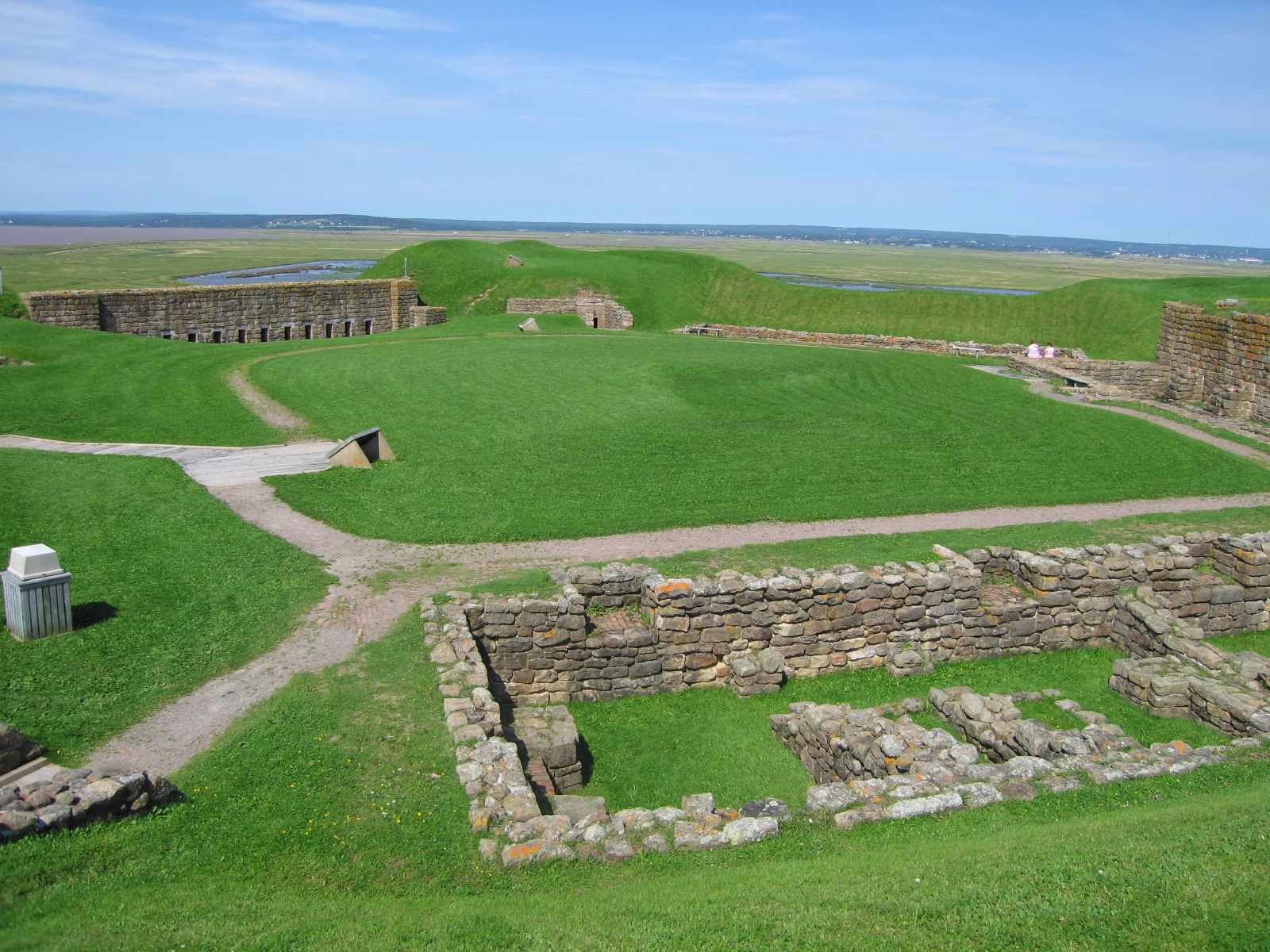